# Hemiceras francina
Hemiceras francina är en fjärilsart som beskrevs av William Schaus 1939. Hemiceras francina ingår i släktet Hemiceras och familjen tandspinnare. Inga underarter finns listade i Catalogue of Life.